# Красный Хутор (Мценский район)
Кра́сный Ху́тор — посёлок в Мценском районе Орловской области России. Входит в состав Воинского сельского поселения.

## География
Посёлок находится в северной части Орловской области, в лесостепной зоне, в пределах центральной части Среднерусской возвышенности, к востоку от федеральной автотрассы М2, на расстоянии примерно 9 км (по прямой) к юго-западу от Мценска, административного центра района. Абсолютная высота — 187 м над уровнем моря.
Климат
Климат характеризуется как умеренно континентальный с умеренно морозной зимой и теплым, иногда жарким летом. Средняя многолетняя температура самого холодного месяца — января, составляет −9,4 °С, температура самого теплого +19 °С.
Часовой пояс
Посёлок Красный Хутор, как и вся Орловская область, находится в часовой зоне МСК (московское время). Смещение применяемого времени относительно UTC составляет +3:00.

## Население
| 2010 |
| ---- |
| 0    |